# Qualificazioni al campionato mondiale di calcio 2014 - AFC - Fase finale, gruppo B

## Classifica
| Squadra   | Pt | G | V | N | P | GF | GS | DR  |
| --------- | -- | - | - | - | - | -- | -- | --- |
| Giappone  | 17 | 8 | 5 | 2 | 1 | 16 | 5  | +11 |
| Australia | 13 | 8 | 3 | 4 | 1 | 12 | 7  | +5  |
| Giordania | 10 | 8 | 3 | 1 | 4 | 7  | 16 | -9  |
| Oman      | 9  | 8 | 2 | 3 | 3 | 7  | 10 | -3  |
| Iraq      | 5  | 8 | 1 | 2 | 5 | 4  | 8  | -4  |

## Risultati
| Arbitro: | Ravshan Irmatov |

|                                 |           |  |
| Honda 12’ Maeda 51’ Okazaki 54’ | Marcatori |  |

| Arbitro: | Valentin Kovalenko |

|           |           |           |
| Hayel 43’ | Marcatori | 14’ Akram |

| Arbitro: | Kim Dong Jin |

|                                                              |           |  |
| Maeda 19’ Honda 21’, 30’, 53’ (rig.) Kagawa 35’ Kurihara 89’ | Marcatori |  |

| Mascate 8 giugno 2012, ore 17:00 UTC+4 | Oman            | 0 – 0 referto | Australia | Complesso sportivo del Sultano Qabus (11.000 spett.)\| Arbitro: \| Alireza Faghani \| |
| Arbitro:                               | Alireza Faghani |               |           |                                                                                       |

| Arbitro: | Khalil Al Ghamdi |

|                      |           |              |
| Wilkshire 70’ (rig.) | Marcatori | 65’ Kurihara |

| Arbitro: | Abdulrahman Abdou |

|                    |           |               |
| Mahmoud 37’ (rig.) | Marcatori | 8’ Al Balushi |

| Arbitro: | Malik Abdul Mashir |

|           |           |  |
| Maeda 25’ | Marcatori |  |

| Arbitro: | Abdullah Balideh |

|                                  |           |              |
| Abdel-Fattah 50’ (rig.) Deeb 73’ | Marcatori | 86’ Thompson |

| Arbitro: | Lee Min-Hu |

|           |           |                         |
| Zahra 72’ | Marcatori | 80’ Cahill 84’ Thompson |

| Arbitro: | Nawaf Shukralla |

|                               |           |             |
| Al Mahaijri 66’ Al-Mashri 89’ | Marcatori | 90+1’ Bawab |

| Arbitro: | Tan Hai |

|               |           |  |
| Al-Daeeaa 86’ | Marcatori |  |

| Arbitro: | Abdullah Balideh |

|                 |           |                          |
| Al Mahaijri 77’ | Marcatori | 20’ Kiyotake 89’ Okazaki |

| Arbitro: | Ravshan Irmatov |

|                       |           |                                  |
| Cahill 52’ Holman 85’ | Marcatori | 6’ Al-Muqbali 50’ (aut.) Jedinak |

| Arbitro: | Alireza Faghani |

|                        |           |            |
| Attiah 45+1’ Hayel 60’ | Marcatori | 69’ Kagawa |

| Arbitro: | Dim Dong-Jin |

|               |           |  |
| Al Ajmi 45+5’ | Marcatori |  |

| Arbitro: | Nawaf Shukralla |

|                  |           |         |
| Honda 90’ (rig.) | Marcatori | 83’ Oar |

| Arbitro: | Abdul Malik Avdul Bashir |

|                                              |           |  |
| Bresciano 15’ Cahill 61’ Kruse 76’ Neill 84’ | Marcatori |  |

| Arbitro: | Valentin Kovalenko |

|  |           |             |
|  | Marcatori | 89’ Okazaki |

| Arbitro: | Alireza Faghani |

|             |           |  |
| Kennedy 83’ | Marcatori |  |

| Arbitro: | Valentin Kovalenko |

|           |           |  |
| Hayel 57’ | Marcatori |  |